# Шейдинг

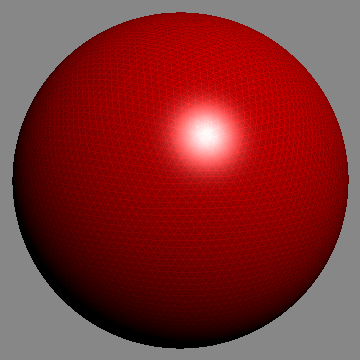
Затемнення по Гуро — одна із перших технік затемнення (1971 рік) використаних у комп'ютерній графіці.

Шейдинг (англ. Shading, від англ. shade — тінь) — використання затемнення або просвітлення окремих ділянок при створенні зображення. Використовується художниками для створення зображень і в різноманітних графічних програмах. 
Заснований на сприйнятті глибини зором залежно від рівня затемнення зображення. 

## Пласке затінення

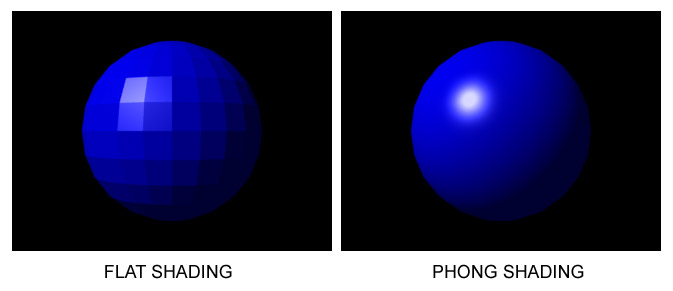
Порівняння плаского затінення із затіненням за Фонгом

Плоске затінення - це алгоритм затінення при якому для кожного полігона моделі обчислюється нормаль, на основі нормалі і заданого матеріалу обчислюється рівень освітленості та колір, а тоді цілий полігон однотонно зафарбовується цим кольором. Це простий алгоритм, але він погано працює для гладких об'єктів (див. зображення зліва), тому часто використовують алгоритми де нормалі і кольори обчислюються для вершин, а тоді кольори інтерполюються між вершинами.